# Gianna Michaels
Gianna Michaels (Seattle, Washington, 1983. június 6. –) amerikai pornószínésznő, fotómodell.

## Élete
1983. június 6-án született Seattle-ben. Első munkája egy hamburgeresnél volt. Miután megkeresték, hogy dolgozzon modellként, elvállalta, azt mondva, hogy bármikor kiszállhat, ha meggondolja magát. Modellkarrierje aztán előbb meztelen képekhez, majd a pornóiparhoz vezetett. Több álnevet is használt, mint például Becky vagy Gianna Rossi.
Első anális szex jelenetét 2009. június 30-án forgatták, az Elegant Angel stúdió Big Wet Asses 15 című filmjének részeként. A pornófilmeken kívül a Piranha 3D horrorfilmben is volt cameo-megjelenése.

## Díjai
- 2007 AVN Award – Best Group Sex Scene,Video – a 12-person group scene in Fashionistas Safado: The Challenge (Evil Angel).[5]
- 2007 FICEB Ninfa – Most Original Sex Sequence – a 12-person group scene in Fashionistas Safado[6]
- 2007 XRCO Award - Best On-Screen Chemistry - Fashionistas: Safado
- 2008 AVN Award – Unsung Starlet of the Year[7]
- 2008 AVN Award – Best Sex Scene in a Foreign-Shot Production – 10-person group scene in Furious Fuckers Final Race.[7]
- 2008 AVN Award – Best All-Sex Release – G for Gianna.[7]